# Белоголовая шпорцевая кукушка
Белоголовая шпорцевая кукушка (лат. Centropus ateralbus) — вид птиц семейства кукушковых. Подвидов не выделяют. Эндемик архипелага Бисмарка. Естественной средой обитания являются субтропические или тропические влажные низменные леса.

## Описание
Общая длина с хвостом варьирует от 42 до 48 см, масса — около 330 г. Оперение имеет значительные цветовые вариации. Лицо и лоб чёрного цвета с фиолетовым оттенком. Голова, шея и грудь беловатые или кремовые. Маховые перья блестящие, от фиолетового до синевато-чёрного цвета с белыми пятнами. Брюхо и хвост синевато-чёрные. Радужная оболочка тёмно-красная, клюв чёрный, ноги сланцевого цвета.
У птенцов на голове, шее и крыльях есть белые перья. Неполовозрелые особи тёмно-коричневого цвета с пурпурным отливом на крыльях и хвосте. На передней половине тела у них имеются желтоватые или красно-коричневатые полосы. Радужная оболочка от серого до коричневатого цвета, нижняя часть и кончик клюва коричневатые или беловатые, ноги синевато-серые.
Песня исполняется дуэтом и представляет собой барабанные звуки «soo-hoo», которые становятся все быстрее и выше. Сигнал тревоги описывается как короткий звук «chit» или «chunk».

## Биология
Встречаются парами или небольшими стайками, ведут преимущественно наземный образ жизни. Питаются насекомыми, а также мелкими ящерицами. Не являются гнездовыми паразитами. Закрытое гнездо сооружается из листьев, травы и веток, иногда имеет два входа с противоположных сторон. В кладке 2—3 беловатых яйца.